# Milwaukee Bucks 2022-2023
La stagione 2022-2023 dei Milwaukee Bucks è la 55ª stagione della franchigia, la 55ª nella NBA, la 55ª a Milwaukee.

## Draft
| Giro | Scelta | Giocatore        | Ruolo | Nazionalità | Università/Squadra |
| ---- | ------ | ---------------- | ----- | ----------- | ------------------ |
| 1    | 24     | MarJon Beauchamp | AP    | Stati Uniti | G League Ignite    |

Il Draft NBA 2022 si è tenuto il 23 giugno 2022. Ai Bucks spettava una scelta nel primo round.

## Roster
| \| Pos. \| Num. \| Naz. \| Nome \| Altezza \| Peso \| Data nascita \| Provenienza \| \| ---- \| ---- \| ---- \| ----------------------- \| ------- \| ------ \| ------------ \| ------------- \| \| G \| 12 \| \| Allen, Grayson \| 193 cm \| 90 kg \| 08-10-1995 \| Duke \| \| AG \| 34 \| \| Antetokounmpo, Giannīs \| 213 cm \| 110 kg \| 06-12-1994 \| Grecia \| \| AG \| 43 \| \| Antetokounmpo, Thanasīs \| 201 cm \| 99 kg \| 18-07-1992 \| Grecia \| \| AP \| 0 \| \| Beauchamp, MarJon \| 201 cm \| 90 kg \| 12-10-2000 \| Yakima Valley \| \| P \| 5 \| \| Carter, Jevon \| 185 cm \| 91 kg \| 14-09-1995 \| West Virginia \| \| AP \| 24 \| \| Connaughton, Pat \| 196 cm \| 95 kg \| 06-01-1993 \| Notre Dame \| \| AG \| 99 \| \| Crowder, Jae \| 198 cm \| 107 kg \| 06-07-1990 \| Marquette \| \| P \| 31 \| \| Dragić, Goran \| 193 cm \| 86 kg \| 06-05-1986 \| Slovenia \| \| G \| 20 \| \| Green, A.J. (TW) \| 196 cm \| 86 kg \| 27-09-1999 \| Northern Iowa \| \| P \| 21 \| \| Holiday, Jrue \| 196 cm \| 93 kg \| 12-06-1990 \| UCLA \| \| AP \| 7 \| \| Ingles, Joe \| 206 cm \| 100 kg \| 02-10-1987 \| Australia \| \| C \| 3 \| \| Leonard, Meyers \| 213 cm \| 118 kg \| 27-02-1992 \| Illinois \| \| C \| 11 \| \| Lopez, Brook \| 216 cm \| 128 kg \| 01-04-1988 \| Stanford \| \| AP \| 23 \| \| Matthews, Wesley \| 196 cm \| 100 kg \| 14-10-1986 \| Marquette \| \| AP \| 22 \| \| Middleton, Khris \| 201 cm \| 101 kg \| 12-08-1991 \| Texas A&M \| \| AG \| 9 \| \| Portis, Bobby \| 211 cm \| 113 kg \| 10-02-1995 \| Arkansas \| \| P \| 28 \| \| Wigginton, Lindell (TW) \| 185 cm \| 86 kg \| 28-03-1998 \| Iowa State \| | Allenatore - Mike Budenholzer Assistente/i - Vin Baker - DeMarre Carroll - Mike Dunlap - Chad Forcier - Charles Lee (socio) - Josh Oppenheimer - Patrick St. Andrews Legenda - (C) Capitano - (FA) Free agent - (S) Sospeso - (TW) Contratto Two-way - (GL) Assegnato a squadra G League affiliata - Infortunato Roster • Transazioni · Ultima transazione: 7 marzo 2023 |                                               |                         |         |        |              |               |
| Pos. | Num. | Naz.                                          | Nome                    | Altezza | Peso   | Data nascita | Provenienza   |
| G | 12 | Stati Uniti (bandiera)                        | Allen, Grayson          | 193 cm  | 90 kg  | 08-10-1995   | Duke          |
| AG | 34 | Grecia (bandiera) · Nigeria (bandiera)        | Antetokounmpo, Giannīs  | 213 cm  | 110 kg | 06-12-1994   | Grecia        |
| AG | 43 | Grecia (bandiera) · Nigeria (bandiera)        | Antetokounmpo, Thanasīs | 201 cm  | 99 kg  | 18-07-1992   | Grecia        |
| AP | 0 | Stati Uniti (bandiera)                        | Beauchamp, MarJon       | 201 cm  | 90 kg  | 12-10-2000   | Yakima Valley |
| P | 5 | Stati Uniti (bandiera)                        | Carter, Jevon           | 185 cm  | 91 kg  | 14-09-1995   | West Virginia |
| AP | 24 | Stati Uniti (bandiera)                        | Connaughton, Pat        | 196 cm  | 95 kg  | 06-01-1993   | Notre Dame    |
| AG | 99 | Stati Uniti (bandiera)                        | Crowder, Jae            | 198 cm  | 107 kg | 06-07-1990   | Marquette     |
| P | 31 | Slovenia (bandiera)                           | Dragić, Goran           | 193 cm  | 86 kg  | 06-05-1986   | Slovenia      |
| G | 20 | Stati Uniti (bandiera)                        | Green, A.J. (TW)        | 196 cm  | 86 kg  | 27-09-1999   | Northern Iowa |
| P | 21 | Stati Uniti (bandiera)                        | Holiday, Jrue           | 196 cm  | 93 kg  | 12-06-1990   | UCLA          |
| AP | 7 | Australia (bandiera) · Regno Unito (bandiera) | Ingles, Joe             | 206 cm  | 100 kg | 02-10-1987   | Australia     |
| C | 3 | Stati Uniti (bandiera)                        | Leonard, Meyers         | 213 cm  | 118 kg | 27-02-1992   | Illinois      |
| C | 11 | Stati Uniti (bandiera)                        | Lopez, Brook            | 216 cm  | 128 kg | 01-04-1988   | Stanford      |
| AP | 23 | Stati Uniti (bandiera)                        | Matthews, Wesley        | 196 cm  | 100 kg | 14-10-1986   | Marquette     |
| AP | 22 | Stati Uniti (bandiera)                        | Middleton, Khris        | 201 cm  | 101 kg | 12-08-1991   | Texas A&M     |
| AG | 9 | Stati Uniti (bandiera)                        | Portis, Bobby           | 211 cm  | 113 kg | 10-02-1995   | Arkansas      |
| P | 28 | Canada (bandiera)                             | Wigginton, Lindell (TW) | 185 cm  | 86 kg  | 28-03-1998   | Iowa State    |

## Uniformi
- Casa

| Association |

- Trasferta

| Icon |

- Alternativa

| Statemant |

- Alternativa

| Statemant |

## Classifiche

### Central Division
| Central Division        | V  | S  | V%   | PR   | Casa  | Trasf | Div  | PG |
| ----------------------- | -- | -- | ---- | ---- | ----- | ----- | ---- | -- |
| z – Milwaukee Bucks     | 58 | 24 | .707 | 0,0  | 32–9  | 26–15 | 11–5 | 82 |
| x – Cleveland Cavaliers | 51 | 31 | .622 | 7,0  | 31–10 | 20–21 | 13–3 | 82 |
| pi – Chicago Bulls      | 40 | 42 | .488 | 18,0 | 22–19 | 18–23 | 7–9  | 82 |
| Indiana Pacers          | 35 | 47 | .427 | 23,0 | 20–21 | 15–26 | 7–9  | 82 |
| Detroit Pistons         | 17 | 65 | .207 | 41,0 | 9–32  | 8–33  | 2–14 | 82 |

### Eastern Conference
| Eastern Conference | Eastern Conference      | Eastern Conference | Eastern Conference | Eastern Conference | Eastern Conference | Eastern Conference |
| #                  | Squadra                 | V                  | S                  | V%                 | PR                 | PG                 |
| ------------------ | ----------------------- | ------------------ | ------------------ | ------------------ | ------------------ | ------------------ |
| 1                  | z – Milwaukee Bucks *   | 58                 | 24                 | .707               | –                  | 82                 |
| 2                  | y – Boston Celtics *    | 57                 | 25                 | .695               | 1,0                | 82                 |
| 3                  | x – Philadelphia 76ers  | 54                 | 28                 | .659               | 4,0                | 82                 |
| 4                  | x – Cleveland Cavaliers | 51                 | 31                 | .622               | 7,0                | 82                 |
| 5                  | x – N.Y. Knicks         | 47                 | 35                 | .573               | 11,0               | 82                 |
| 6                  | x – Brooklyn Nets       | 45                 | 37                 | .549               | 13,0               | 82                 |
|                    |                         |                    |                    |                    |                    |                    |
| 7                  | y – Miami Heat *        | 44                 | 38                 | .537               | 14,0               | 82                 |
| 8                  | x – Atlanta Hawks       | 41                 | 41                 | .500               | 17,0               | 82                 |
| 9                  | pi – Toronto Raptors    | 41                 | 41                 | .500               | 17,0               | 82                 |
| 10                 | pi – Chicago Bulls      | 40                 | 42                 | .488               | 18,0               | 82                 |
|                    |                         |                    |                    |                    |                    |                    |
| 11                 | Indiana Pacers          | 35                 | 47                 | .427               | 23,0               | 82                 |
| 12                 | Wash. Wizards           | 35                 | 47                 | .427               | 23,0               | 82                 |
| 13                 | Orlando Magic           | 34                 | 48                 | .415               | 24,0               | 82                 |
| 14                 | Charlotte Hornets       | 27                 | 55                 | .329               | 31,0               | 82                 |
| 15                 | Detroit Pistons         | 17                 | 65                 | .207               | 41,0               | 82                 |

Note:
- z – Fattore campo per gli interi playoff
- c – Fattore campo per le finali di Conference
- y – Campione della division
- x – Qualificata ai playoff
- p – Qualificata ai play-in
- e – Eliminata dai playoff
- * – Leader della division

## Risultati

### Preseason
|  | Denota le partite vinte |
|  | Denota le partite perse |

### Regular season
|  | Denota le partite vinte |
|  | Denota le partite perse |

### Play-off
|  | Denota le partite vinte |
|  | Denota le partite perse |

## Mercato

### Scambi
| 24.6.2022 | Milwaukee Bucks Diritti draft a Hugo Besson (#58) | Indiana Pacers Considerazioni in denaro |

### Free Agency

#### Rinnovi
| Data     | Giocatore       | Ref.  |
| -------- | --------------- | ----- |
| 6.7.2021 | Jevon Carter    | [ 3 ] |
| 6.7.2021 | Wesley Matthews | [ 4 ] |
| 6.7.2021 | Bobby Portis    | [ 5 ] |

#### Aggiunte
| Data     | Giocatore  | Provenienza         | Ref.  |
| -------- | ---------- | ------------------- | ----- |
| 6.8.2021 | Joe Ingles | Portland T. Blazers | [ 6 ] |